# Molbech
Molbech er et dansk efternavn. Navnet stammer muligvis fra en norsk gård ved navn Moldbakke. I 2023 havde 127 personer i Danmark navnet.

## Personer med navnet
- Christian Molbech (1783–1857) - dansk bibliotekar og ordbogsredaktør
- Chr. K.F. Molbech (1821–1888) - dansk digter, søn af Christian Molbech
- Oluf Christian Molbech - dansk forfatter, søn af Chr. K.F. Molbech
- Søren Molbech - dansk løber

## Andet med navnet
- Molbechs hus - en fredet bygning i Sorø